# ریلی اسمیت
ریلی اسمیت (انگلیسی: Riley Smith؛ زادهٔ ۱۲ آوریل ۱۹۷۸) یک هنرپیشه اهل ایالات متحده آمریکا است. وی از سال ۱۹۹۸ میلادی تاکنون مشغول فعالیت بوده‌است.
از فیلم‌ها یا برنامه‌های تلویزیونی که وی در آن نقش داشته‌است می‌توان به دقیقه نیویورک، شیرین عاشق، هیولاهای هشت‌پا و نانسی درو اشاره کرد.

## موسیقی
اسمیت برای پر کردن اوقات فراغت بین بازیگری اش به نواختن گیتار پرداخت و در سال ۲۰۰۶، وی و هنری اوکانور گروه «زندگی رایلی» را تشکیل دادند که اسمیت رهبری گیتار و خوانندگی آن گروه را به عهده گرفت. ایده اصلی او در این گروه، نوشتن موسیقی‌هایی بود که بتواند در فیلم‌هایش استفاده کند، اما وقتی او و همبازی‌هایش ۱۶ آهنگ نوشتند، ۱۱ آهنگ را انتخاب کردند و آلبوم را منتشر کردند. از اوت سال ۲۰۱۰، گروه در لس آنجلس مستقر شد و سه سی دی با نام‌های زندگی رایلی (۲۰۰۷)، راه طولانی تا خانه (۲۰۰۹) و زندگی در هالیوود در هتل کافه (۲۰۱۰) منتشر کرد.آنها همچنین در جشنواره‌های موسیقی مانند جشنواره موسیقی جدید بوهم اجرا کرده‌اند.

## فیلم‌ها

### فیلم
| سال  | فیلم                        | نقش            |
| ---- | --------------------------- | -------------- |
| ۱۹۹۹ | Lovers Lane                 | مایکل لامسون   |
| ۲۰۰۰ | Voodoo Academy              | کریستوفر ساویر |
| ۲۰۰۰ | آن را روشن کنید             | تیم            |
| ۲۰۰۱ | Not Another Teen Movie      | لس             |
| ۲۰۰۲ | هیولاهای هشت‌پا              | رندی           |
| ۲۰۰۲ | Full Ride                   | مت سبو         |
| ۲۰۰۳ | نشنال لمپون نه چندان قانونی | جیک            |
| ۲۰۰۳ | رادیو                       | جانی کلی       |
| ۲۰۰۴ | دقیقه نیویورک               | جیم            |
| ۲۰۰۴ | The Plight of Clownana      | ریلی           |
| ۲۰۰۷ | سلاح‌ها                      | جیسون          |
| ۲۰۰۷ | White Air                   | الکسی          |
| ۲۰۰۷ | Graduation                  | چاچر بویل      |
| ۲۰۰۹ | Make It Happen              | راس            |
| ۲۰۱۰ | Minuteman                   | لنس            |
| ۲۰۱۱ | The Closer                  | تری گوین       |
| ۲۰۱۲ | گالووالکرها                 | فابولوس        |
| ۲۰۱۴ | شیرین عاشق                  | ویلیام         |
| ۲۰۱۶ | Bleed                       | اریک           |

### تلویزیون
| سال       | فیلم                      | نقش             | یادداشت             |
| --------- | ------------------------- | --------------- | ------------------- |
| ۱۹۹۸      | One World                 | ریلی            | ۱ قسمت              |
| ۱۹۹۹      | Alien Arsenal             | چد              | فیلم تلویزیونی      |
| ۱۹۹۹      | 7th Heaven                | تایلر           | ۱ قسمت              |
| ۲۰۰۰      | Freaks and Geeks          | تاد             | نقش دوره ای، ۵ قسمت |
| ۲۰۰۰      | Hang Time                 | دیو کارتر       | ۱ قسمت              |
| ۲۰۰۰      | Wild Grizzly              | جاش             | فیلم تلویزیونی      |
| ۲۰۰۰–۲۰۰۱ | Once and Again            | پیس             | ۲ قسمت              |
| ۲۰۰۱      | Chestnut Hill             | جیمی            | پایلوت منتشر نشده   |
| ۲۰۰۱      | Motocrossed               | دین تالون       | فیلم اصلی دیزنی     |
| ۲۰۰۱      | Gideon's Crossing         | درک             | ۳ قسمت              |
| ۲۰۰۱      | All About Us              | جرمی            | ۱ قسمت              |
| ۲۰۰۲      | Eastwick                  | داکوتا          | پایلوت منتشر نشده   |
| ۲۰۰۲      | Raising Dad               | جرد اشبی        | نقش دوره ای، ۹ قسمت |
| ۲۰۰۲      | Boston Public             | مارک            | ۱ قسمت              |
| ۲۰۰۳      | سی‌اس‌آی: میامی             | جک              | ۱ قسمت              |
| ۲۰۰۳      | Peacemakers               | اریک سوپر       | ۱ قسمت              |
| ۲۰۰۳      | ۲۴                        | کایل سینگر      | نقش دوره ای، ۶ قسمت |
| ۲۰۰۴      | Summerland                | تانر            | ۲ قسمت              |
| ۲۰۰۴      | Hawaii                    | شلدون           | ۱ قسمت              |
| ۲۰۰۴–۲۰۰۵ | Joan of Arcadia           | اندی بیکر       | نقش دوره ای، ۵ قسمت |
| ۲۰۰۵      | Spring Break Shark Attack | شین جونز        | فیلم تلویزیونی      |
| ۲۰۰۶      | The Way                   | کارل            | پایلوت منتشر نشده   |
| ۲۰۰۷      | راننده                    | راب             | نقش اصلی، ۶ قسمت    |
| ۲۰۰۷      | سی‌اس‌آی                    | جوردن راکول     | ۱ قسمت              |
| ۲۰۰۷      | Women's Murder Club       | جیمی            | ۱ قسمت              |
| ۲۰۰۸      | ذهن‌های مجرم               | رایان فیلیپس    | ۱ قسمت              |
| ۲۰۰۸      | The Madness of Jane       | دن              | پایلوت منتشر نشده   |
| ۲۰۰۹      | Ghost Whisperer           | شان             | ۱ قسمت              |
| ۲۰۱۰      | Night and Day             | جیم پولارد      | پایلوت منتشر نشده   |
| ۲۰۱۰      | Leverage                  | دکتر وس ابرناثی | ۱ قسمت              |
| ۲۰۱۱      | The Glades                | گرگ             | ۱ قسمت              |
| ۲۰۱۱      | Cooper and Stone          | دنی             | پایلوت منتشر نشده   |
| ۲۰۱۲–۲۰۱۳ | ۹۰۲۱۰                     | ریلی والاس      | نقش دوره ای، ۷ قسمت |
| ۲۰۱۳      | کریسمس در کانوی           | تامی هریس       | فیلم تلویزیونی      |
| ۲۰۱۴      | خون حقیقی                 | کیث             | نقش دوره ای، ۵ قسمت |
| ۲۰۱۴      | Deliverance Creek         | توبی            | فیلم تلویزیونی      |
| ۲۰۱۴      | 10,000 Days               | سم بک           | فیلم تلویزیونی      |
| ۲۰۱۵      | کاراگاه حقیقی             | استیو           | ۲ قسمت              |
| ۲۰۱۵      | پیام‌آوران                 | مارک پلومن      | نقش دوره ای، ۶ قسمت |
| ۲۰۱۵      | نشویل                     | مارکوس کین      | نقش دوره ای، ۷ قسمت |
| ۲۰۱۶      | Urban Cowboy              | وس              | پایلوت منتشر نشده   |
| ۲۰۱۶–۲۰۱۷ | Frequency                 | فرانک سالیوان   | نقش اصلی            |
| ۲۰۱۸      | حبس ابد                   | دکتر ویل گرانت  | نقش دوره ای         |
| ۲۰۱۹      | Proven Innocent           | لوی اسکات       | نقش اصلی            |
| ۲۰۱۹      | نانسی درو                 | رایان هادسون    | نقش اصلی            |